# Wack II
Wack II est un village de la commune de Mbe situé dans la région de l'Adamaoua et le département de la Vina au Cameroun.

## Population
En 2014, Wack II comptait 739 habitants dont 309 hommes et 430 femmes. En terme d'enfants, le village comptait 79 nourrissons (0-35 mois), 125 nourrissons (0-59 mois), 47 enfants (4-5 ans), 173 enfants (6-14 ans), 137 adolescents (12-19 ans), 256 jeunes (15-34 ans).

## Ressources naturelles
Trois forages et un puits non fonctionnel pour accéder à l'eau sont présents au sein du village.